# Herbert Hoover High School (Virginia Occidental)
Herbert Hoover High School (HHHS) es una escuela pública secundaria en Clendenin, Virginia Occidental. El director actual es el Sr. Roy Jones, director desde el 2003.
Herbert Hoover High School pretende ser una "escuela imán de la tecnología" (es decir, una escuela para atraer estudiantes al usar la tecnología en muchas clases), pero en 2006 Herbert Hoover perdió este estatus.

## Historia
La construcción de Herbert Hoover High School se completó en septiembre de 1963. Fue renovada por primera vez en 1970 cuando se agregó un Pequeño Teatro. La segunda renovación se produjo cuando las Escuelas del Condado de Kanawha aplicaron el concepto de escuela primarias en el verano de 1991. Se agregó un Salón de los Comunes y aulas adicionales durante esta renovación, así como remodelaciones a la biblioteca. Nueve portátiles fueron colocados detrás de la escuela para mejorar la educación de los estudiantes del 9 º grado. 
En la inundación de 1997, que arrasó parte del banco detrás de la escuela e inundó con más de tres pulgadas todo el edificio, por lo que se tuvo que renovar el gimnasio. Otra inundación se produjo en el verano de 1998 y se produjeron algunos daños menores en el gimnasio. En 2002 se construyó un nuevo gimnasio auxiliar.
La biblioteca fue nuevamente renovada en 1998 para dar cabida a uno de los nuevos exitosos Laboratorios de Cumputacion WV. Otros laboratorios fueron añadidos, con el tiempo, convirtiéndose en un total de siete laboratorios. Luego varios laboratorios fueron tomados para hacer espacio para más aulas, disminuyendo el número total de laboratorios a tres y un laboratorio móvil. Un Laboratorio de Enseñanza a Distancia se llevó a cabo en 2003. 
En 2001, el condado eliminó tres de los nueve portátiles. Otros dos fueron trasladados durante el verano de 2002. Sin embargo, otros dos fueron retirados durante el verano de 2006. El único que queda es utilizado para el programa Junior ROTC.